# Taurolema pretiosa
Taurolema pretiosa är en skalbaggsart som beskrevs av Louis Alexandre Auguste Chevrolat 1861. Taurolema pretiosa ingår i släktet Taurolema och familjen långhorningar.
Artens utbredningsområde är Venezuela. Inga underarter finns listade i Catalogue of Life.